# 殷仲堪
殷仲堪（？—399年），陳郡長平人。殷融之孫。東晉末年重要官員，官至都督荊、益、寧三州軍事、振威將軍、荊州刺史、假節，曾兩度響應王恭討伐朝臣的起事，在王恭死後與桓玄及楊佺期結盟對抗朝廷，逼令朝廷屈服。後來卻被桓玄襲擊，逼令自殺。

## 生平

### 義理治郡
殷仲堪善清談，與韓伯齊名，亦得士人愛慕。初獲調補佐著作郎。太元四年（379年），謝玄升冠軍將軍，加領徐州刺史，鎮京口時，請殷仲堪為參軍。後轉為長史，並得對方厚待。而殷仲堪亦曾寫信給謝玄，建議他安撫懷柔北方士民，以取悅其心，配合軍事行動瓦解北方政權的對抗之心，以圖統一。謝玄亦十分同意。及後領晉陵太守，任內禁止生了兒子不報告、人死了久久不下葬和以父母為人質而自己逃亡的行為，所下達的法令亦甚有義理。

### 為帝寵臣
後被召為太子中庶子，又領黃門郎，受晉孝武帝寵信。當時孝武帝見會稽王司馬道子寵信阿諛奉承的王國寶等人，認為他並非才堪治理國家的臣子。而孝武帝其他親近的臣子如王珣等亦與王國寶不睦，故此就將親近信任的臣子出任刺史，作為外援。太元十七年（392年），荊州刺史王忱去世，孝武帝就授予殷仲堪都督荊益寧三州軍事、振威將軍、荊州刺史、假節，鎮江陵。

### 荊楚之珍
殷仲堪有英明的聲譽，故此他獲授任荊州這重要地方後，朝野人士都對他有期望，望會有優異的政績。殷仲堪到州後，法度沒有伸張，但因為殷仲堪的小恩小惠而令人們都安心歸附他。當時桂陽人黃欽生父親早已死去，但仍假穿蓑麻，說要準備父喪。被揭發後府曹求依律法處死他，但殷仲堪則稱該律法是為了懲處那些父母明明在世卻詐稱他們已死的悖逆行為，而黃欽生之父的確己死，與假稱父親已死的差很遠了。於是不對其處以死刑。另外又以異姓相養並不合禮教律法而禁止，繼承無後親族的亦只主持祭祀，不能計算作別籍而逃避差役。屬吏皆佩服他。
後來朝廷徵召益州刺史郭銓，犍為太守卞苞因勸郭銓謀反而被殷仲堪處決，但殷仲堪亦因未能預防而被降號鷹揚將軍。後又發生水災令江陵數千戶人受災，殷仲堪被指隄防不嚴而再被降為寧遠將軍。太元二十一年（396年）晉安帝繼位，升殷仲堪為冠軍將軍，但殷仲堪辭讓。
當時南郡公桓玄因在建康任官不得志而留在封國，並因著父叔在荊州的威望而橫行，當地人怕桓玄更甚於殷仲堪。而殷仲堪亦對他心存畏懼，與他結交；而桓玄亦打算借助其軍力而討好對方。

### 響應王恭
隆安元年（397年），桓玄勸殷仲堪奉青兗二州刺史王恭為主，起兵討伐當時依附會稽王司馬道子並亂政的王國寶。當時殷仲堪同意並勸堂兄殷顗、南郡相江績及雍州刺史郗恢支持。雖然三人皆反對，江績南郡相一職被殷仲堪撤換而殷顗告病去職，殷仲堪仍然拿不定主意，遲疑未決。此時王恭使者來到，主動邀約殷仲堪支持他討伐王國寶，殷仲堪於是同意。不過，當時殷仲堪認為王恭所駐的京口與建康十分接近，而荊州道遠，兵勢不相及，於是並沒有派兵前赴建康，僅僅答應王恭而已。直至王國寶被司馬道子誅殺後，殷仲堪才作出軍事行動，但司馬道子及後就寫信制止殷仲堪，殷仲堪於是撤回江陵。
隆安二年（398年），王恭在豫州刺史庾楷的勸說下再度舉兵，討伐司馬尚之兄弟及王愉。當時王恭亦聯結殷仲堪，而殷仲堪亦因為司馬道子上一年因王恭起兵而誅殺王國寶，認為這次王恭肯定會成功；殷仲堪這次更決定立刻出兵，意圖分享王恭舉兵成功的功業。殷仲堪於是派楊佺期領五千水軍作前鋒，又將五千士兵借給留在江陵的廣州刺史桓玄，任命桓玄率五千軍為次鋒，然後自己再率兵二萬殿後。當殷仲堪進至蕪湖時，卻突然接到王恭被殺，原王恭部下劉牢之叛變投降朝廷的消息，當時劉牢之更率領北府軍向建康進發，停駐新亭，楊、桓二人驚懼失色，退還蔡洲。不過，因為朝廷未知荊州軍隊的虛實，所以殷仲堪的軍隊仍對朝廷造成很大壓力。
左衞將軍桓脩此時卻獻計司馬道子，利誘桓玄及楊佺期反叛殷仲堪。司馬道子於是授桓玄江州刺史、楊佺期雍州刺史、桓脩荊州刺史，貶殷仲堪為廣州刺史。殷仲堪知道後，不能接受被貶謫至廣州，自度單以自己部眾的能力亦能成大事，故此下令桓玄迅速進軍建康。不過當時桓玄遲疑未決，殷仲堪亦從堂弟殷遹口中聽聞楊佺期接受任命，於是立刻從蕪湖退兵，更以蔡洲軍隊於江陵的家眷安危逼令他們立刻撤還。桓玄等亦急亡西返，在尋陽追及殷仲堪後在當地結盟，互相倚靠，殷仲堪又與楊佺期交換子弟作人質，並奉桓玄為盟主，不受朝命，並要求朝廷為王恭平反，誅殺劉牢之及司馬尚之，以及申訴殷仲堪獨被貶黜官位。朝廷對此十分畏懼，司馬道子因而下詔慰問他們，以圖和解，又罷免桓脩。殷仲堪等於是奉詔回到自己的轄地。楊佺期不久便入主雍州，放在殷仲堪舉兵時支持朝廷的原雍州刺史郗恢回京，殷仲堪卻在其路上派人殺害郗恢。

### 桓玄所滅
雖然殷仲堪與桓玄和楊佺期結盟，不過其實殷仲堪一直都忌憚桓玄跋扈難制，楊佺期亦与其不睦，多次想攻伐桓玄，就在尋陽時楊佺期就已經想襲殺桓玄，只是殷仲堪顧慮楊佺期兄弟勇猛，怕桓玄死後不能控制他們，故此一直禁止。不過，桓玄亦知道楊佺期有對付自己的意圖，就屯兵夏口打算消滅他。及後慮及二人可能會聯手消滅自己，於是上告朝廷請求擴大其統轄區域；朝廷亦打算離間他們，於是將荊州四郡交由桓玄都督，又讓桓偉任南蠻校尉。杨佺期兄原南蠻校尉楊廣打算對抗桓偉但被殷仲堪另調他地。楊佺期得知得既畏懼又憤怒，於是就領兵聲稱救援被後秦圍困的洛陽，實質是想和殷仲堪攻打桓玄。然而，殷仲堪心中其實不太信任楊佺期，不但阻止他，更派殷遹北屯以防楊佺期。楊佺期亦只得無奈解兵。
至隆安三年（399年）十二月，桓玄乘殷仲堪因荊中大水而開糧倉賑濟飢民的機會討伐殷、楊二人，於是聲稱救援洛陽，又寫信給殷仲堪，威脅他與自己一同討伐楊佺期，殺死楊廣；否則江陵將被攻擊。殷仲堪當時就收捕了桓玄兄長桓偉作人質，又派殷遹率七千水軍至江西口。不過不但殷遹被打敗，連積存糧食的巴陵都被桓玄攻陷，震驚江陵。殷仲堪見此，只得用芝麻給予軍隊作軍糧，並急召楊佺期入援。當時楊佺期因糧食問題要殷仲堪棄守江陵，到襄陽與他一起防守。不過殷仲堪想保全荊州轄境和軍隊，不願棄城，更騙楊佺期有軍糧儲備，楊佺期於是領兵前赴江陵。但到後殷仲堪只以飯來作其軍餉，楊佺期大怒，不去見殷仲堪就去攻擊桓玄，最終卻被桓玄擊敗，而殷仲堪當時亦已出走酇城。殷仲堪知道楊佺期死後，就打算逃到長安，然而在冠軍城遭桓玄部將馮該截獲，並於柞溪被逼令自殺，侄兒殷道護亦死。
事後殷仲堪葬在丹徒。

## 性格特徵
- 殷仲堪擅長清談，更稱三日不讀道德經[5]，舌根就會僵硬。
- 殷仲堪有孝道，父親殷師病了多年，殷仲堪就一直衣不解帶去照顧他，又鑽研醫術，研究其精妙之處。又因哭著執藥，不慎用了沾了藥的手拭淚，弄得瞎了一隻眼。[6]父親死後，居喪期間又哀痛欲絕，於是以孝聞名。後來孝武帝聽聞有一人患有耳嗚[7]，聽到床下螞蟻走動就以為是鬥牛聲，卻不知那其實就是殷師，還問殷仲堪：「哪人患了這種病？」殷仲堪唯有哭著說：「臣進退惟谷。」孝武帝明白後心中有愧。
- 殷仲堪在荊州時，連年都有水災或旱災，百姓饑餓，而他就只吃五碗飯菜，除此以外就再沒有別的菜餚。掉了下盤席的飯粒亦都立刻拾回食用。《晉書》言其此舉雖然是想作為人民的榜樣，但其實亦是因為其性格樸素的緣故。
- 殷仲堪年輕時就信奉天師道，十分虔誠，不貪圖財寶，但亦很少行義舉和四出賑濟困厄之人。到桓玄來攻，殷仲堪仍然勤力禱告。
- 殷仲堪不習慣為將，故此軍事其實都倚仗楊佺期兄弟[8]。亦因而對楊佺期一直有所顧忌，不肯放手讓他消滅桓玄。

## 逸事
- 一次桓玄去見殷仲堪，正遇著殷與其妾午睡，侍從亦不幫桓玄傳話。後來，桓玄向殷仲堪提起此時，仲堪則回應道：「我從來就不午睡，縱然有，難道又不能以敬賢之心代替好色之心呢。」[9]
- 當日王忱去世，荊州刺史一職未有詔命由誰替補，而此一重要官職亦受眾人關注。當時殷仲堪雖管機要，但資歷和名望都小，人們大約都認為不會由他當上。不過其實孝武帝就已經屬意殷仲堪，只是未寫好詔書。而尚書左僕射王珣當時亦關注，於是問殷仲堪究竟那人是誰，但無論是王珣自己還是朝中各公卿都只收到殷仲堪否定的回應。及至詔命一出，王珣就和親信說：「哪有黃門郎受此重任！仲堪受命任荊州，乃是亡國的徵兆。」[10]
- 顧愷之擅長畫人像，一次找來殷仲堪想畫他，但殷仲堪因有一隻眼瞎了，自以形惡拒絕。顧愷之則稱會為他畫好眼晴，將會「如輕雲之蔽日」。[11]
- 一次桓玄與殷仲堪談話，期間與顧愷之一起開玩笑的作斷句，其後又說些令人害怕的斷句，如「百歲老翁攀枯枝」等。當時殷仲堪有一參軍在坐，插口道：「盲人騎瞎馬，夜半臨深池。」殷仲堪以其影射自己瞎了一眼，故說：「咄咄逼人！」[12]

## 評論
- 《晉書》史臣曰：「國寶就誅，而晉陽猶起。是以仲堪僥倖，佺期無狀，琟志多隙，佳兵不和，足以亡身，不足以靜亂也。」
- 殷仲文：「雖不能休明一世，足以映徹九泉。」[13]
- 桓玄來攻時，殷仲堪挾持桓偉為人質，然而桓玄則說：「仲堪為人無決，常懷成敗之計，為兒子作慮，我兄必無憂也！」桓偉果然沒有被殷仲堪傷害。
- 羅企生：「殷侯仁而無斷，必及於難。」

## 家庭

### 曾祖
- 殷识[14]

### 祖父
- 殷融[14]

### 父亲
- 殷师，字师子，骠骑咨议[14]

### 夫人
- 王英彥，王臨之女。

### 子女
- 殷簡之，殷仲堪子，父親死後領其遺體下葬，並居墓側。劉裕舉兵反桓玄時殷簡之亦參加，並在桓玄死後食對方的肉。後在與桓振的戰鬥中戰死。
- 殷曠之，殷仲堪子，剡縣縣令。

## 延伸阅读
[在维基数据编辑]
 《晉書·卷084》，出自房玄齡《晉書》